# Pistella lornensis
Pistella lornensis är en ringmaskart som först beskrevs av Pearson 1969.  Pistella lornensis ingår i släktet Pistella och familjen Terebellidae. Arten är reproducerande i Sverige. Inga underarter finns listade i Catalogue of Life.